# Józef Jan Zimmerman
Józef Jan Zimmerman (ur. 2 marca 1887 w Warszawie, zm. 10 października 1954 w Białymstoku) – malarz, pedagog, projektant tkanin.

## Rodzina
Był synem Jana i Cecylii z domu Pawłowskiej. Ojciec zarządzał zakładem garbarskim Temler i Szwede w Warszawie, zmarł gdy syn miał 4 lata. Matka podjęła wówczas pracę w przedszkolu (ochronce) przy zakładach "Częstochowianka" w Błesznie (obecnie dzielnica Częstochowy). 30 lipca 1912 r. ożenił się z Władysławą Martynowską – nauczycielką, córką Aleksandry z domu Korzon i Franciszka Ksawerego Martynowskiego – dziennikarza, historyka, krytyka sztuki. Miał dwoje dzieci: Jan Zimmerman – inż. chemik i Anna Hulewicz – architekt.

## Lata nauki
Naukę rozpoczął podczas pobytu u rodziny w Rosji, w Humaniu a następnie w Nowozubkowie koło Briańska. Egzamin maturalny złożył w szkole prywatnej I. Lamparskiego w Częstochowie.
Edukację artystyczną rozpoczął chodzą w latach 1903–1908 do Warszawskiej Szkoły Rysunkowej, a następnie w latach 1913–1914 odbył roczne studia w Szkole Artystycznej Plenerowej Antoniego Austena w Parku "Sielce" pod Warszawą (obecnie osiedle warszawskie w dzielnicy Mokotów). Uczestniczył w Kursach Wakacyjnym dla nauczycieli w Bydgoszczy i w Krakowie. Swoje kwalifikacje potwierdził przed Komisją Egzaminacyjną Wydziału Sztuk Pięknych Uniwersytetu Stefana Batorego w Wilnie w 1927, uzyskując dyplom nauczyciela rysunków w szkołach ogólnokształcących i seminariach nauczycielskich.

## Praca zawodowa
Od 1902 pracował w Rysowni Fabryki Żyrardowskiej w Żyrardowie. Współpracował projektując wzory tkanin z firmą w Częstochowie. Od 1907–1919 pracował w zakładzie malarsko dekoracyjnym Bronisława Maruszewskiego jako rysownik. Od 1915 r. podjął pracę w charakterze nauczyciela rysunków w Gimnazjum Realnym Męskim i Żeńskim. Gimnazjum to właśnie powstawało, za zgodą ówczesnego okupanta pruskiego. Po upaństwowieniu w 1919 r. i przyjęciu nazwy Gimnazjum im. Króla Zygmunta Augusta w Wilnie, pracował tam dalej jako wykładowca aż do 1939 r. Od roku 1932 i w latach następnych, uczył również w Gimnazjum Mechanicznym i szkołach powszechnych. 7 maja 1938 r. za pracę pedagogiczną odznaczony został Brązowym Medalem za Długoletnią Służbę. W latach II wojny światowej gdy Niemcy zabronili Polakom kształcenia młodzieży, brał udział w tajnym nauczaniu. W tym czasie pracował oficjalnie jako kancelista w GrundstuckGesellschaft. Po wojnie, aż do końca życia pracował w różnych szkołach białostockich m.in. w Liceum Plastycznym, w Technikum budowlanym. W okresie międzywojennym był biegłym grafologiem.

## Praca artystyczna
Najwcześniejszym, nam znanym przejawem działalności plastycznej jest zachowany szkicownik. Najstarsze prace malarskie pochodzą z 1908 r. Powstały one w czasie jego pobytu u krewnych w Błesznie i są to dwie niewielkich rozmiarów prace olejne o tematyce pejzażowej. 2 maja 1911 r. został członkiem Towarzystwa "Zachęty" Sztuk Pięknych w Warszawie, a w latach 1925–1939 należał do Zrzeszenia Polskich Artystów Plastyków. Białostocki okres twórczy, najdłuższy w jego życiu artystycznym, zapoczątkował obrazem "Aleja Kasztanowa" namalowany zaraz po przybyciu do Białegostoku w 1915 r. Obraz ten wystawił w Salonie Jesiennym 1915 r. w Towarzystwie Zachęty Sztuk Pięknych w Warszawie. Na wystawach w Zachęcie brał jeszcze udział w 1924 r. w Salonie Dobroczynnym obrazem "Maki" oraz w 1930 r. w wystawie zbiorowej prac Zrzeszenia Polskich Artystów Plastyków, gdzie wystawił dwa obrazy "Wenecja Bydgoska" i "Motyw z Parku w Bydgoszczy". W latach 20. i 30. w Białymstoku brał udział we wszystkich wystawach prac białostockich plastyków. w 1955 r. w Muzeum w Białymstoku odbyła się wystawa pośmiertna prac artysty.
W roku 1997 Muzeum Historyczne Oddział Muzeum Okręgowego w Białymstoku przygotowało wystawę "Życie kulturalne Białegostoku w latach 1919–1939" na wystawie tej pokazano między innymi 25 prac malarza Józefa Zimmermana.
Tematyka prac to przeważnie studia natury, malowane w plenerze i w sposób wierny oddające jej urodę.